# TRON Project

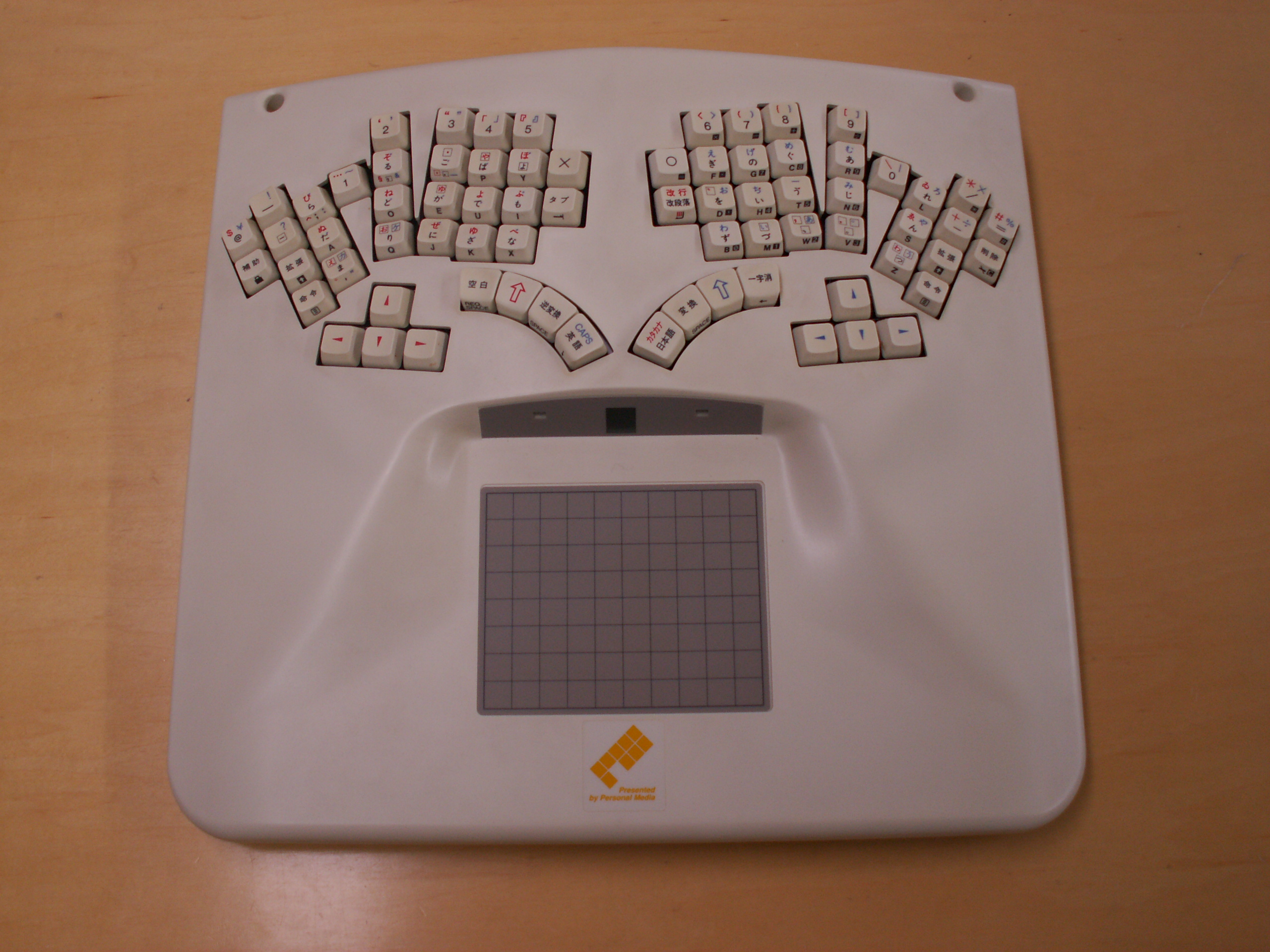
Lado superior do teclado TRON Personal Media Corporation TK1.

TRON é um projeto para o kernel de um sistema operacional de tempo real aberto, e é um acrônimo para "The Real-time Operating system Nucleus". O projeto foi iniciado pelo Prof. Dr. Ken Sakamura da Universidade de Tóquio, em 1984. O objetivo do projeto é criar uma arquitetura de computador e rede ideais, que atendam todas as necessidades da sociedade.
O derivativo TRON Industrial(ITRON) foi um dos sistemas operacionais mais utiliados no mundo em 2003, estando presente em bilhões de dispositivos eletrônicos tais como celulares, eletrodomésticos e até mesmo carros. O sistema operacional é principalmente usado por companhias japonesas, embora interesso no ITRON esteja crescendo mundialmente. No entanto, foi notado que existem muitas informações erradas acerca do projeto TRON  entre os ocidentais, devido a maioria de sua documentação ser em japonês.
O projeto TRON foi integrado ao T-Engine Forum em 2010.

## Arquitetura
TRON em si não especifica nenhum código fonte para o kernel, ao invés disso apresenta "um conjunto de interfaces e diretrizes de projeto" para criar o kernel. Isso permite que diferentes companhias criem suas próprias versões do TRON, baseando-se nas especificações, o que pode ser adaptado para cada microprocessador.
Enquanto a especificação do TRON está disponível publicamente, implementações podem ser proprietárias, a discrição de cada implementador.

### Subarquiteturas
O framework TRON define uma arquitetura completa para diferentes unidades computacionais:
- ITRON (Industrial TRON): uma arquitetura de sistemas operacionais de tempo real para sistemas embarcados; este é o uso mais popular da arquitetura TRON.
  - JTRON: JTRON: um subprojeto do ITRON que lhe permita usar a plataforma Java.
- BTRON (Business TRON): para os computadores pessoais, workstations, PDAs, principalmente como a interface homem-máquina em redes baseadas na arquitetura TRON.
- CTRON (Central e Comunicações TRON): para computadores mainframe, e equipamentos digital switching.
- MTRON (Macro TRON): para intercomunicação entre os diferentes componentes TRON.
- STRON (Silicon TRON): implementação em hardware de um kernel de tempo real.

### Codificação de Caracteres
- TRON possui um sistema de codificação de caracteres próprio, ao ínves de usar Unicode.

## Histórico
Em 1984 o projeto TRON foi lançado oficialmente. Em 1985, a NEC anunciou a primeira implementação do ITRON  baseada na especificação ITRON/86. Em 1986 a TRON Kyogikai (Associação TRON não incorporada ) foi estabelecida,a Hitachi anunciou a sua implementação ITRON baseada na especificação ITRON/68K, e o primeiro simpósio do projeto TRON é realizado. Em 1987, Fujitsu anuncia uma implementação ITRON baseada na especificação ITRON/MMU, Mitsubishi Electric anuncia uma implementação ITRON  baseada na especificação ITRON/32, e a Hitachi introduz o microprocessadores Gmicro/200 32bit, baseado na especificação TRON VLSI CPU. Em 2004, o prefeito de Tóquio, Shintaro Ishihara mencionou "Tron foi morto uma vez pelo ex-ministro do Comércio Internacional e da Indústria, Hashimoto, porque ele estava, aquela altura, sob pressão dos Estados Unidos." Essa história é apoiada por um artigo na página web do projeto TRON, citando lobbying da Microsoft.

## Administração
A administração do Projeto TRON era feita pela TRON Association, mas foi integrado ao T-Engine Forum em 2010, que subsequentemente tomou conta do andamento do projeto.

### T-Engine
T-Engine Forum é uma organização sem fins lucrativos que desenvolve especificações abertas para o ITRON, T-Kernel e ubiquitous ID architecture. O CEO da T-Engine Forum é o Dr. Ken Sakamura. Em Julho de 2011 havia 266 membros no T-Engine forum. Membros do comitê executivo incluem gigantes japonesas como Fujitsu, Hitachi, NTT DoCoMo e Denso. Membros nível-A que estão envolvidos no projeto e desenvolvimento de especificações para T-Engine e T-Kernel, ou da tecnologia Ubiquitous ID inclui companhias como eSOL, NEC e Yamaha Corporation. Membros nível-B que estão envolvidos no desenvolvimento de produtos usando a especificação T-Engine e T-Kernel inclui companhias como ARM, Freescale, MIPS Technologies, Mitsubishi, Robert Bosch GmbH, Sony Corporation, Toshiba and Xilinx. Os membros apoiadores e membros acadêmicos envolvidos com o fórum incluem muitas universidades tais como a Universidade de Tóqui no Japão e a Universiade Marítima de Dalian, na China.

### MicroScript
MicroScript é uma linguagem de programação de alto nível, graficamente orientada,  criada pela Personal Media Corporation para o TRON. É similar ao HyperTalk dos computadores Apple. Focada principalmente em usuários finais com pouca ou nenhuma experiência em programação, mas também usada como ferramenta de desenvolvimento por programadores profissionais do BTRON para portar software entre variantes TRON, e para fácil e rapidamente escrever drivers de dispositivos para hardwares. MicroScript é baseada em, e faz uso extensivo do,  TRON Basic Text Editor and Basic Figure Editor.

### TRON Project
- «Tron.org» home page em Inglês
- «TRON Project Information»
- «TRON Web»
- «TRON Character Resource Center» em Inglês.

### ITRON
- «TOPPERS/JSP - open source microITRON kernel»
- «TOPPERS Project»

### BTRON
- «Chokanji 4 (Super Kanji 4): Operating System» especificações SO que é comercializado, e pode ser utilizado em Inglês
- «Chokanji 4 English Language Kit» em Inglês. You can use BTRON in English by THE Kit. Você pode usar BTRON em Inglês com o kit.
- «B-Free» em japonês. Free BTRON OS project. Livre BTRON OS projeto.
- «EOTA» em japonês. Free BTRON "EOTA" Livre BTRON "EOTA"

### MTRON
- «T-Engine Forum» em Inglês.
- «Ubiquitous ID Center» em Inglês. What is ubiquitous computing? O que é a computação ubíqua?
- «Personal Media Corp.» em Inglês.
- «uid4u» em japonês. ucode and uid ucode e UID